# 메이어 잘드
메이어 네이선 잘드(Mayer Nathan Zald, 1931년 6월 17일 ~ 2012년 8월 7일)는 미국의 사회학자이다. 미시간 대학교 교수로 사회학, 사회사업과 경영학을 가르쳤으며 조직사회학과 사회 운동에 대한 연구로 알려져있다.
1931년 6월 17일 미국 미시간주 디트로이트에서 태어났다. 1953년 미시간 대학교에서 학사, 1955년 하와이 대학교에서 석사, 다시 미시간 대학교에서 박사 학위를 받았다. 시카고 대학교, 밴더빌트 대학교, 미시간 대학교에서 학생들을 가르쳤다. 1960년부터 1970년까지 미국 사회학 저널의 편집위원을 지냈으며, 1987~1988년 미국사회학회 부회장을 지냈다.
2012년 심근 경색으로 앤아버에서 사망하였다.